# Daniel Schultz

Autorretrato ca. 1635

Jerzy (Georg) Daniel Schultz, también conocido como Daniel Schultz el Joven (1615–1683) fue un pintor famoso de la era Barroca, nacido y activo en la República de las Dos Naciones. Retrató a muchos nobles polacos y lituanos, miembros de la familia real, Patricios locales, como el astrónomo Johannes Hevelius; animales, y caza. Sus obras se pueden encontrar en la Colección de Artes del Castillo de Wawel, el Museo Nacional de Varsovia, el Museo Nacional de Estocolmo, el Museo de Ermita, y en el Museo Nacional Gdansk.

## Vida y carrera profesional
Nacido en algún lugar alrededor del 1615 en Danzig (Gdańsk), en la Prusia Real, parte de la República de las Dos Naciones, Schultz aprendió el arte de pintar de su tío, Daniel Schultz el Viejo, otro pintor célebre, trabajando en su taller durante cinco años. Después de la muerte de su tío, viajó a Francia y a Holanda para continuar sus estudios por tres años.

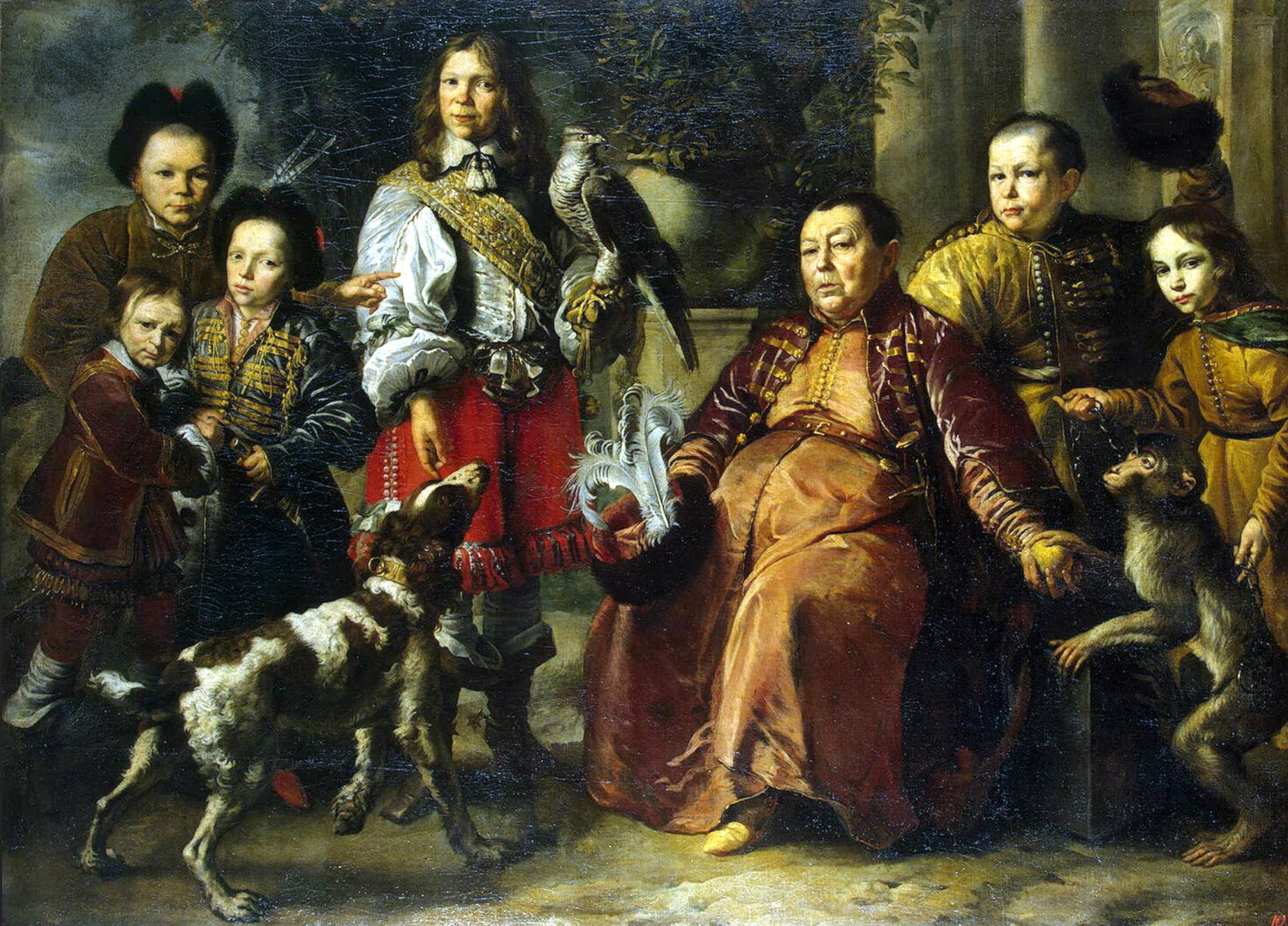
Cetrero Crimeano del Rey Juan II Casimiro Vasa, 1664

Schultz se convirtió en el principal artista en la corte de Varsovia de los reyes polacos en la segunda mitad del siglo XVII. En 1649,  pasó a ser pintor privado del rey polaco Juan II Casimir Vasa, y luego de sus sucesores Miguel Wiśniowiecki y Juan III Sobieski. Regresó a su ciudad natal alrededor del 1660, todavía de vez en cuando trabajado en comisiones reales en Varsovia, a menudo en el Palacio de Wilanów. Sus grandes retratos de reyes y nobles polacos, están entre los mayores ejemplos del arte Barroco en Polonia. El más notable de sus trabajos Cetrero Crimeano del Rey Juan II Casimiro con su Familia  (también conocido como El Retrato Familiar, hoy en el Museo del Hermitage en San Petersburgo), pintado en 1664. Pintó al Agha crimeano Dedesh (o Dedis) con sus hijos y criados. El hijo mayor del Agha fue pintado en una obra titulada Cetrero Real en recompensa por el apoyo hacia su padre durante la Guerra rusa-polaca (1654–1667). Esta obra fue pintada durante la visita del Agha a Varsovia después de invasión exitosa del Margen izquierdo de Ucrania (1663–1664). Sus variaciones de colores ricos en cereza, verde oscuro y naranja crean una composición ideal con un tono plata-marrón en la pintura. Algunos de los retratos de Juan II son también bien conocidos: el retrato propangandístico de múltiples colores en la indumentaria polaca, cuándo  lideraba la Batalla de Berestechko y en renombrado retrato de Bielany  en armadura con negro brillante y la ciudad de Cracovia en llamas como imagen de fondo.
Su periodo de mayor esplendor ocurrió durante el reinado de Juan II. En aquel tiempo, Schultz pintó muchos retratos y pinturas religiosas. Para el abdicado rey pintó Casimiro el Santo, el cual fue más tarde exhibido en la Abadía de Saint-Germain-des-Prés en París (desaparecido). Después de la muerte del rey,  pinte su retrato de ataúd (actualmente en el Castillo Real en Varsovia), siendo era más tarde instalado en la Habitación de Mármol en el Castillo Real entre 22 efigies preservadas de los monarcas polacos por Peter Danckerts de Rij. Las inspiraciones de Rembrandt y Philippe de Champaigne esta visible en sus trabajos. Durante su carrera en la corte, probablemente tuvo contacto con alguna obra de Rembrandt, cuando el rey Juan II era un coleccionista apasionado de pinturas holandesas y por su oficial en Ámsterdam, Gerrit van Uylenburgh,  adquiriendo muchas de sus obras (El baño de Diana, Actaeon entre otros).
Schultz vivió en Gdańsk al mismo tiempo como el grabador Jeremias Falck (ca. 1620–1664), quién a menudo grababa retratos después de las pinturas de Schultz.

## Obras selectas

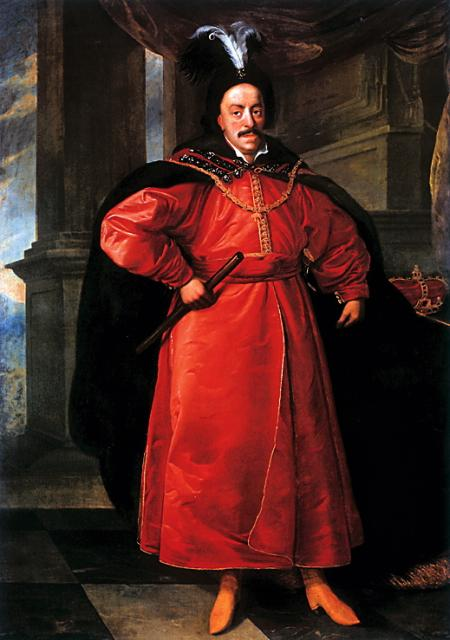
Retrato del rey Juan II Casimiro, c. 1649
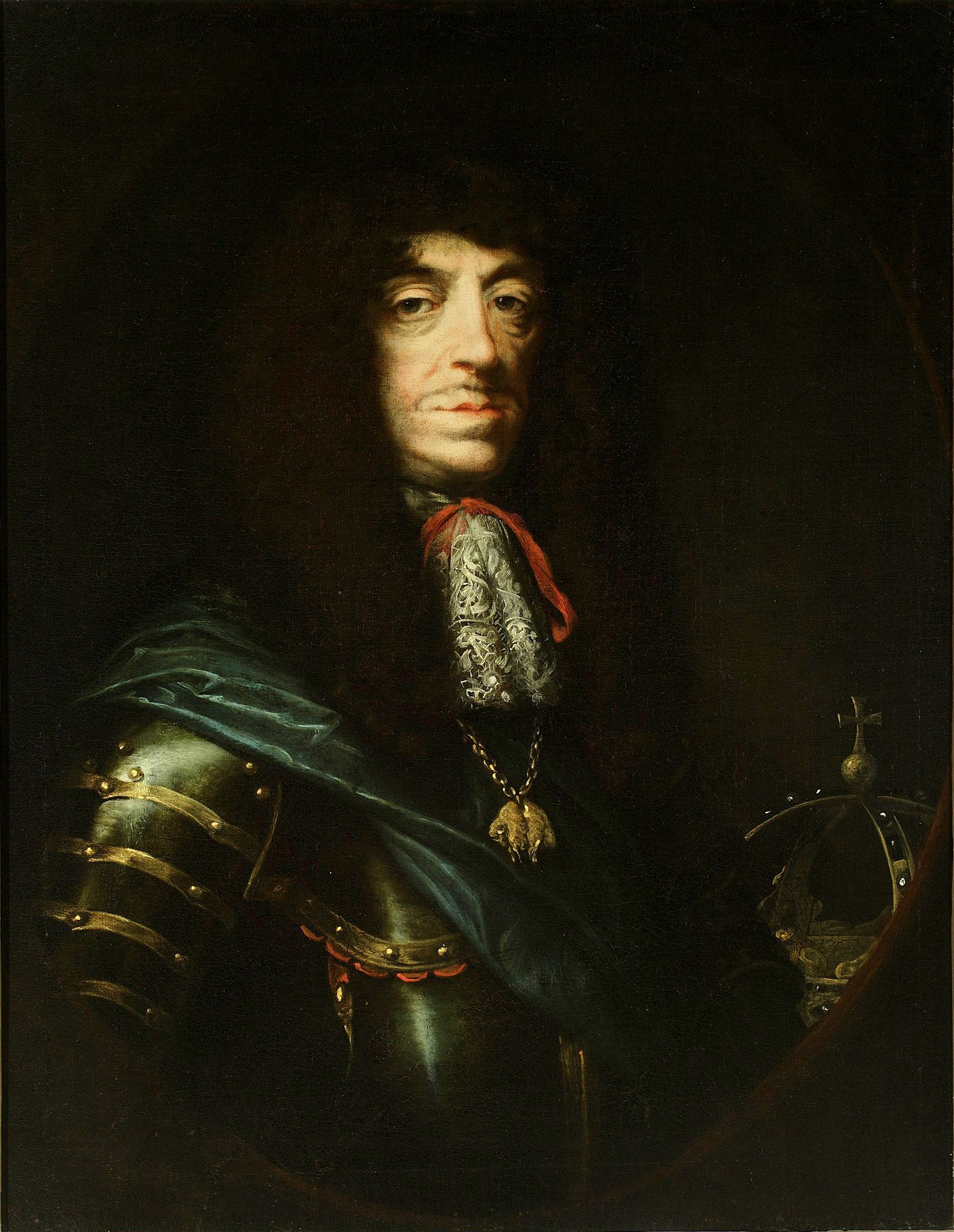
Juan Casimiro, c. 1667
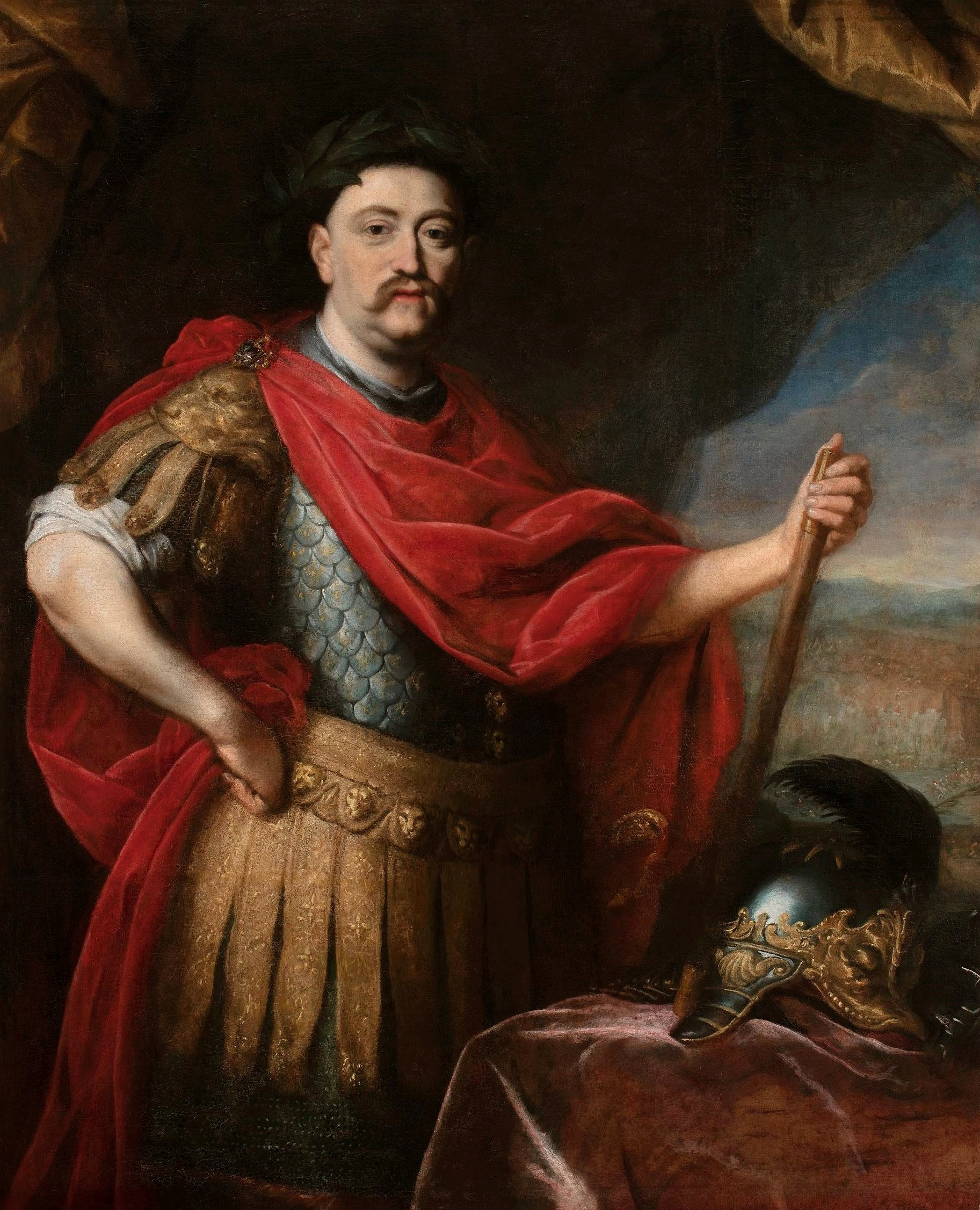
Juan III Sobieski, 1680
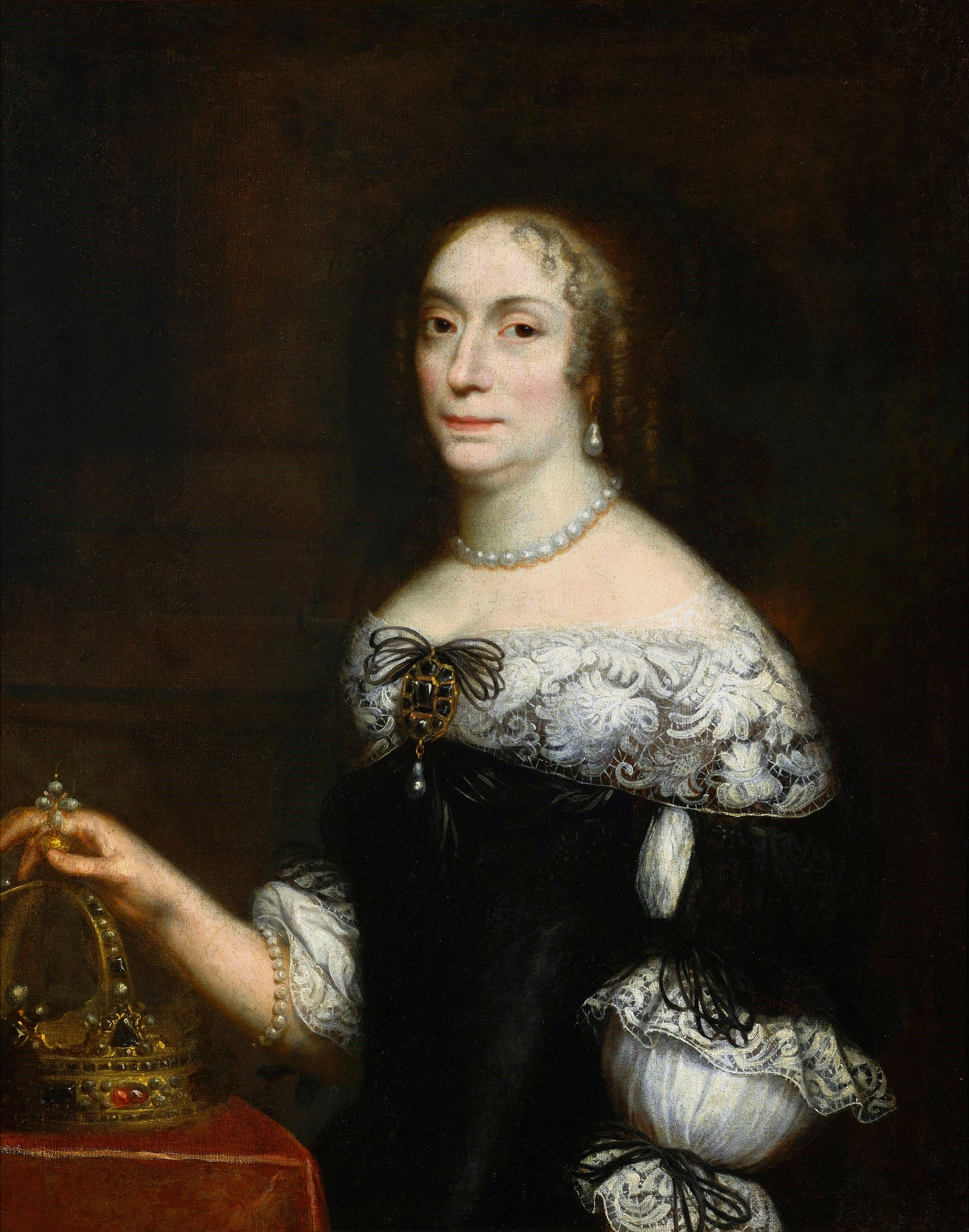
Marie Louise Gonzaga, 1667
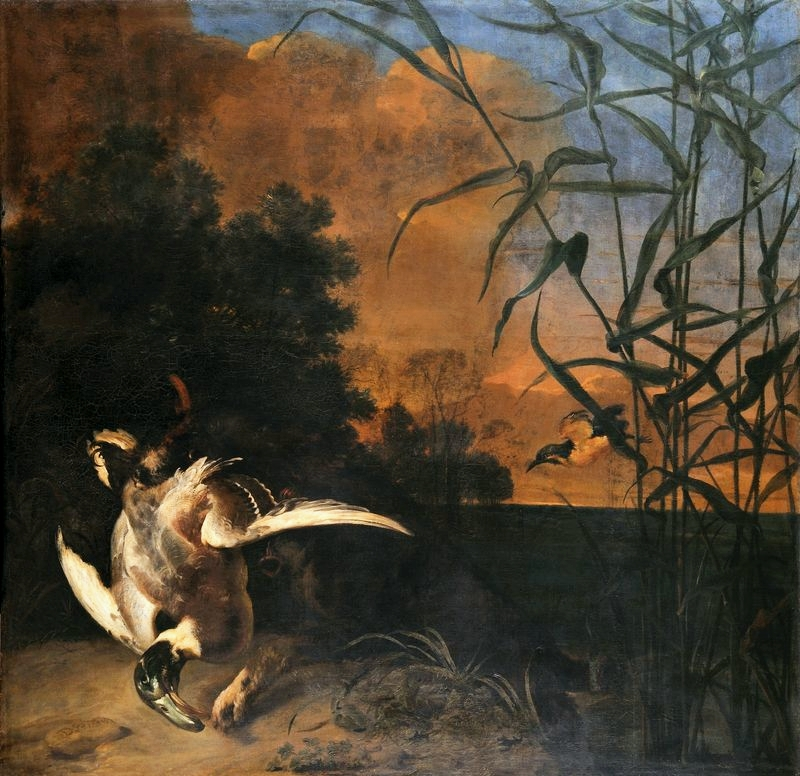
Caza de patos, entre 1660-1669
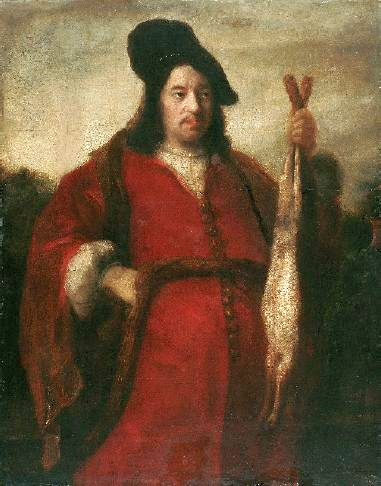
Retrato de un hombre sosteniendo una liebre, 1660-1670